# Китаров, Александр Сергеевич
Алекса́ндр Серге́евич Китаров (бел. Аляксандр Сяргеевіч Кітараў; 18 июня 1987, Новополоцк) — белорусский хоккеист, центральный нападающий. Воспитанник новополоцкого хоккея.

## Карьера
Александр Китаров начал свою профессиональную карьеру в 2004 году в составе родного новополоцкого клуба «Химик-СКА», выступая до этого за его фарм-клуб.
За три с половиной года, проведённых в «Химике», Александр провёл на площадке 140 матчей, в которых он набрал 29 (11+18) очков, после чего его пригласил к себе один из сильнейших клубов Белоруссии «Юность-Минск». В столичном клубе Китаров достиг главных успехов в своей карьере, трижды став чемпионом страны, добавив к этому серебро белорусских первенств, а также победу в Континентальном кубке в 2010 году. Всего в составе «Юности» в 201 проведённом матче он набрал 104 (49+55) очка.
2 июня 2011 года, Александр подписал однолетний контракт с единственным белорусским клубом в КХЛ — минским «Динамо». В сезоне 2011/12 Китаров сразу сумел закрепиться в основном составе столичного клуба, в 57 проведённых матчах отметившись 7 (3+4) набранными очками, вслед за чем руководство «Динамо» приняло решение подписать с игроком новый двухсторонний контракт сроком на два года.
В 2020 году вернулся в чемпионат Беларуси после девяти лет в КХЛ, где провел 456 матчей за минское «Динамо», «Нефтехимик» и «Куньлунь», в которых суммарно набрал 82 (33+49) результативных балла. Покинул минскую «Юность» после чемпионского сезона-2024/25. В общей сложности провел 9 лет в столичном клубе, с которым 5 раз выигрывал золото Экстралиги. В последних двух чемпионатах был капитаном «Юности». В ходе финальной серии с «Витебском» перестал попадать в состав и провел несколько матчей в качестве помощника главного тренера Сергея Стася.

### Международная
В составе сборной Белоруссии Александр Китаров принимал участие в двух чемпионатах мира в первом дивизионе: юниорском в 2005 году и молодёжном в 2006. На обоих турнирах Александр вместе с командой завоёвывал путёвку в элитный дивизион. На взрослом уровне Китаров выступал на чемпионатах мира 2011 и 2012 годов, на которых в 12 матчах он заработал 3 (0+3) очка.
На август 2025 года входит в топ-10 по количеству матчей за сборную Беларуси (153). 

## Достижения
- Лучший показатель полезности молодёжного чемпионата мира в первом дивизионе 2006.
- Обладатель Континентального кубка 2010.
- Чемпион Беларуси (5): 2009, 2010, 2011, 2021,  2025
- Серебряный призёр чемпионата Беларуси 2008.

## Статистика
| Легенда | Легенда                    | Легенда | Легенда                   | Легенда | Легенда    |
| ------- | -------------------------- | ------- | ------------------------- | ------- | ---------- |
| И       | Количество проведённых игр | Штр     | Штрафное время            | +/−     | Плюс-минус |
| Г       | Голы                       | П       | Голевые передачи          | О       | Очки       |
| -       | Статистика неизвестна      | —       | Статистика не учитывалась |         |            |

### Клубная карьера
- a В этом сезоне в «Плей-офф» учитывается статистика игрока в Кубке Надежды.

### Международная
| Турнир        | Место | Игр | Г | П | Очк | +/- | Штр |
| ------------- | ----- | --- | - | - | --- | --- | --- |
| ЮЧМ-2005 (Д1) | 1     | 4   | 3 | 1 | 4   | +2  | 8   |
| МЧМ-2006 (Д1) | 1     | 5   | 3 | 0 | 3   | +7  | 12  |
| ЧМ-2011       | 14    | 6   | 0 | 3 | 3   | -1  | 4   |
| ЧМ-2012       | 14    | 6   | 0 | 0 | 0   | --  | 14  |